# 哭泣的女人 (電影)
是一部2019年美國靈異恐怖片，由麥可·查維斯執導，米克基·達特里（Mikki Daughtry）和托比亞斯·伊安柯尼斯撰寫劇本。主演包括琳達·卡德琳妮、雷蒙·克魯茲及帕翠西婭·維拉奎茲。該片由溫子仁的製片公司Atomic Monster Productions製作，而他也在片中擔任監製。該片於2019年3月被官方證實為厲陰宅宇宙的一部分。
該片原名為。《泣妇的诅咒》由華納兄弟排定於2019年4月19日在美國上映。

## 劇情
1973年洛杉磯，社會工作者安娜·賈西亞於丈夫過世後，獨自撫養她的兩個孩子。她被要求配合調查，直到安娜開始探視一件單親媽媽家暴兒童的事件深處後，她發現該案件與可怕的超自然事件之間存在著驚人的相似之處，這些事件在那之後困擾著她和家人們。在獲得當地信仰治療師的幫助下，她發現墨西哥民間傳說的女鬼憂羅娜已盯上了自己，且將不惜一切代價奪走她的孩子。

## 演員
- 琳達·卡德琳妮飾演安娜·賈西亞（Anna Garcia）
- 雷蒙·克魯茲飾演拉斐爾·奧爾維拉（Rafael Olvera）
- 帕翠西婭·維拉奎茲飾演帕翠西婭·阿爾瓦雷斯（Patricia Alvarez）
- 史恩·派屈克·湯瑪斯（英语：Sean Patrick Thomas）飾演庫柏警探（Detective Cooper）
- 東尼·阿曼多拉（英语：Tony Amendola）飾演佩瑞茲神父（Father Perez）

## 製作
2017年10月9日，據報導，溫子仁正在製作一部由麥可·查維斯執導並由琳達·卡德琳妮主演的恐怖電影，名為。而史恩·派屈克·湯瑪斯與雷蒙·克魯茲也將參與演出。2018年7月，該片改名為《泣妇的诅咒》（The Curse of La Llorona）。主要攝影於2017年11月宣布殺青。

## 外部連結
- 互联网电影数据库（IMDb）上《哭泣的女人》的资料（英文）
- 豆瓣电影上《哭泣的女人》的資料 （简体中文）